# Marinens Flyvebaatfabrikk M.F.8
Marinens Flyvebaatfabrikk MF.8 (còn gọi là Høver MF.8) là một thủy phi cơ huấn luyện quân sự của Na Uy trong thập niên 1920.

## Tính năng kỹ chiến thuật
Dữ liệu lấy từ Hafsten 2003, p.225
Đặc điểm tổng quát
- Kíp lái: 2
- Chiều dài: 9,70 m (31 ft 10 in)
- Sải cánh: 14,50 m (47 ft 7 in)
- Chiều cao: 3,50 m (11 ft 6 in)
- Trọng lượng rỗng: 975 kg (2.150 lb)
- Trọng lượng có tải: 1.275 kg (2.810 lb)
- Powerplant: 1 × Armstrong Siddeley Cheetah IIA, 210 kW (280 hp) mỗi chiếc

Hiệu suất bay
- Vận tốc cực đại: 105 km/h (65 mph)
- Vận tốc hành trình: 80 km/h (50 mph)
- Tầm bay: 370 km (230 dặm)